# Dijeta
Dijeta, gledano s prehrambenog stajališta, podrazumjeva ukupnu količinu hrane i pića koje osoba unese u svoj organizam. Prehrambene navike su uglavnom definirane podnebljem i kulturnim utjecajem, ali i induvidualnim odabirom. U svakidašnjem govoru, riječ dijeta, uglavnom podrazumijeva poseban i kratkotrajan prehrambeni režim, najčešće u svrhu regulacije tjelesne težine. No, korijen riječi dijeta (lat. diaeta) označava uredan način života s obzirom na hranu, piće, spavanje i odmaranje odnosno njegovanje zdravlja. Dakle, pravo značenje riječi dijeta nije u kratkoročnim rješenjima, već u postupnoj prilagodbi prehrane pojedincu u svrhu postizanja ravnoteže u organizmu.

## Dijeta i prehrambene navike
Individualni načini prehrane mogu biti manje ili više korisni/štetni za organizam. Pravilna odnosno uravnotežena prehrana podrazumijeva optimalan unos hranjivih tvari (nutrijenata) i što je još važnije izvrsnu apsorpciju svih hranjivih tvari. Prehrambene navike igraju značajnu ulogu u kvaliteti života i zdravlju pojedinca. U današnjem društvu mnogi pojedinci odustaju od tradicionalnih načina prehrane i okreću se nekim novim pristupima prehrani (vegetarijanstvo, veganstvo, konzumiranje sirove hrane, makrobiotika itd.) zbog zdravstvenih razloga, produženja životnog vijeka ili pak smanjenja negativnog utjecaja na okoliš. Ovakvi načini prehrane često zahtijevaju prilagodbe ili suplementaciju u svrhu postizanja optimalnog unosa hranjivih tvari.
Pravilnim izborom hrane i načinom života moguće je spriječiti zdravstvene probleme i jednako tako osigurati svom tijelu optimalne količine minerala, vitamina, bjelančevina, masti i ugljikohidrata.

## Vanjske poveznice
- Dijete za prevenciju bolesti, eHrana
- Dijeta za mrsavljenje